# Lucas Velásquez Tenorio
Lucas Amaru Velásquez Tenorio (Puerto Varas, Chile, 2 de febrero de 2006) es un futbolista profesional chileno. Juega de defensa y su equipo actual es Club Deportivo Huachipato de la Primera División Profesional de Chile.

## Trayectoria

### Inicios
Nativo de Puerto Varas, Lucas estudiaría en el colegio Felmer Niklitschek hasta los 13 años de edad, en donde participaría en la selección de dicho establecimiento y practicaría en Huachipato Puerto Montt, mostrando cualidades deportivas que lo llevarían a ser fichado en Talcahuano en 2019, por lo que su familia se trasladaría a Concepción para acompañar a Velásquez en su desarrollo deportivo.
Su destacado desempeño en las inferiores del club siderúrgico lo llevaron a jugar algunos partidos con solo 15 años en categorías sub-20 y ser considerado por la Selección chilena sub-17 para participar en el Sudamericano Sub-17 de Ecuador el 2023.

### Huachipato
Tras un llamativo paso por las inferiores del Club Deportivo Huachipato, Velásquez debutaría por su club formador de la mano de Jaime García, específicamente en un partido válido por la fase de grupos de la Copa Chile 2025 contra O'higgins de Rancagua, un 9 de febrero del 2025.